# Atletismo nos Jogos Olímpicos de Verão da Juventude de 2010 - 2000 m com obstáculos feminino
As provas dos 2000m com obstáculos feminino do atletismo nos Jogos Olímpicos de Verão da Juventude de 2010 foram realizadas nos dias 18 (qualificatória) e 23 de agosto (finais), no Estádio Bishan, em Cingapura. 15 atletas estavam inscritas neste evento.

## Medalhistas
| Ouro   | KEN Virginia Nyambura |
| Prata  | ETH Tsehynesh Tsenga  |
| Bronze | UKR Oksana Raita      |

## Qualificatória
| Pos. | Nome                | País              | Tempo   | Notas | Final |
| ---- | ------------------- | ----------------- | ------- | ----- | ----- |
| 1    | Virginia Nyambura   | KEN Quênia        | 6:42.40 |       | A     |
| 2    | Tsehynesh Tsenga    | ETH Etiópia       | 6:46.08 |       | A     |
| 3    | Oksana Raita        | UKR Ucrânia       | 6:52.36 |       | A     |
| 4    | Li Lijiao           | CHN China         | 6:54.70 |       | A     |
| 5    | Doina Cravcenco     | MDA Moldávia      | 6:59.88 |       | A     |
| 6    | July Ferreira       | BRA Brasil        | 7:01.84 |       | A     |
| 7    | Anastasiya Puzakova | BLR Bielorrússia  | 7:03.02 |       | A     |
| 8    | Nour Sioud          | TUN Tunísia       | 7:04.61 |       | A     |
| 9    | Nina Habold         | FRA França        | 7:05.25 |       | B     |
| 10   | Katelyn Hayward     | CAN Canadá        | 7:05.71 |       | B     |
| 11   | Katarzyna Dulak     | POL Polônia       | 7:09.75 |       | B     |
| 12   | Ouafa Tijani        | MAR Marrocos      | 7:17.77 |       | B     |
| 13   | Dana Loghin         | ROM Romênia       | 7:26.53 |       | B     |
| 14   | Nabila Madoui       | ALG Argélia       | 7:29.32 |       | B     |
| 15   | Jenna Hansen        | NZL Nova Zelândia | 8:11.91 |       | B     |

## Finais

### Final B
| Pos. | Nome            | País              | Tempo   | Notas |
| ---- | --------------- | ----------------- | ------- | ----- |
| 1    | Nina Habold     | FRA França        | 6:51.05 |       |
| 2    | Ouafa Tijani    | MAR Marrocos      | 6:54.10 |       |
| 3    | Katarzyna Dulak | POL Polônia       | 7:00.64 |       |
| 4    | Katelyn Hayward | CAN Canadá        | 7:05.75 |       |
| 5    | Dana Loghin     | ROU Romênia       | 7:08.51 |       |
| 6    | Nabila Madoui   | ALG Argélia       | 7:14.34 |       |
| 7    | Jenna Hansen    | NZL Nova Zelândia | 8:03.65 |       |

### Final A
| Pos.              | Nome                | País             | Tempo   | Notas         |
| ----------------- | ------------------- | ---------------- | ------- | ------------- |
| Medalha de ouro   | Virginia Nyambura   | KEN Quênia       | 6:29.97 |               |
| Medalha de prata  | Tsehynesh Tsenga    | ETH Etiópia      | 6:37.81 |               |
| Medalha de bronze | Oksana Raita        | UKR Ucrânia      | 6:41.49 |               |
| 4                 | Li Lijiao           | CHN China        | 6:55.20 |               |
| 5                 | Doina Cravcenco     | MDA Moldávia     | 6:55.20 |               |
| 6                 | July Ferreira       | BRA Brasil       | 6:56.00 |               |
| 7                 | Anastasiya Puzakova | BLR Bielorrússia | 7:55.18 |               |
|                   | Nour Sioud          | TUN Tunísia      |         | Não completou |